# 800-й отдельный разведывательный артиллерийский дивизион
800-й отдельный  разведывательный артиллерийский дивизион Резерва Главного Командования — воинское формирование Вооружённых Сил СССР, принимавшее участие в Великой Отечественной войне.
Сокращённое наименование — 800-й орадн РГК.

## История
Сформирован на базе радн 264-го пап(Приказ НКО СССР № 0293 от 19 апреля 1942 года "Об изменении штатов артиллерийских частей ")   27 апреля 1942 года в составе 11-й армии Северо-Западного фронта .
В действующей армии с 27.04.1942 по 10.06.1944.
В ходе Великой Отечественной войны вёл артиллерийскую разведку в интересах артиллерии объединений Северо-Западного фронта , Волховского фронта  и 2-го Прибалтийского фронта .
10 июня 1944 года в соответствии с приказом НКО СССР от 16 мая 1944 года №0019, Распоряжения начальника Главного артиллерийского управления Генерального штаба РККА от 22 мая 1944 г. №ОРГ-11/515  800-й орадн обращён на укомплектование 137-й  пабр 1-й ударной армии 2-го Прибалтийского фронта .

## Состав
до июля 1943 года
- Штаб
- Хозяйственная часть
- батарея звуковой разведки (БЗР)
- батарея топогеодезической разведки (БТР)
- взвод оптической разведки (ВЗОР)
- фотограмметрический взвод (ФГВ)
- хозяйственный взвод

с июля 1943 года
- Штаб
- Хозяйственная часть
- 1-я батарея звуковой разведки (1-я БЗР)
- 2-я батарея звуковой разведки (2-я БЗР)
- батарея топогеодезической разведки (БТР)
- взвод оптической разведки (ВЗОР)
- фотограмметрический взвод (ФГВ)
- хозяйственный взвод

## Подчинение
| Дата                 | Фронт                   | Армия         | Корпус | Дивизия | Бригада | Примечания |
| -------------------- | ----------------------- | ------------- | ------ | ------- | ------- | ---------- |
| 28.04.42 -15.01.43г. | Северо-Западный фронт   | 11-й армии    | -      | -       | -       | -          |
| 15.01.43 -3.02.43г   | Северо-Западный фронт   | 53-я армия    | -      | -       | -       | -          |
| 3.02.43 -15.02.43г   | Северо-Западный фронт   | 1-я уд. армия | -      | -       | -       | -          |
| 15.02.43 -1.03.43г   | Северо-Западный фронт   | 53-я армия    | -      | -       | -       | -          |
| 1.03.43 -20.10.43г   | Северо-Западный фронт   | 1-я уд. армия | -      | -       | -       | -          |
| 20.10.43 -2.02.44г   | 2-й Прибалтийский фронт | 1-я уд. армия | -      | -       | -       | -          |
| 2.02.44 -16.02.44г   | Волховский фронт        | 1-я уд. армия | -      | -       | -       | -          |
| 16.02.44 -10.06.44г  | 2-й Прибалтийский фронт | 1-я уд. армия | -      | -       | -       | -          |

## Командование дивизиона
Командир дивизиона
- майор, подполковник Куцовский Иосиф Ильич
- майор Фельдман Моисей Менделевич

Начальник штаба дивизиона
- капитан Фельдман Моисей Менделевич
- капитан Гурвич Хананий Айзикович

Заместитель командира дивизиона по политической части
- ст. политрук, капитан Кудревич Владимир Фёдорович

Помощник начальника штаба дивизиона
Помощник командира дивизиона по снабжению
- капитан Рабинович Давид Самойлович

## Командиры подразделений дивизиона
Командир  БЗР(до июля 1943 года)
- ст. лейтенант Брюханов Леонид Васильевич

Командир 1-й БЗР
- ст. лейтенант Рубашкин Лейб Хаимович

Командир 2-й БЗР
- ст. лейтенант, капитан Брюханов Леонид Васильевич

Командир БТР
- ст. лейтенант Юлов Геннадий Васильевич

Командир ВЗОР
- ст. лейтенант Никельшпарг Моисей Борисович
- ст. лейтенант Хотимский Павел Михайлович

Командир ИПВ
- ст. лейтенант Колтунов Александр Абрамович

Командир ФГВ
- ст. лейтенант Наумов Андрей Григорьевич